# Thrasher (magazine)
Pour les articles homonymes, voir Thrasher.
Thrasher Magazine, ou simplement Thrasher, est un magazine de skateboard mensuel fondé en 1981 par Eric Leon Swenson et Fausto Vitello.

## Description
Le rédacteur en chef est Michael Burnett. Le magazine publie régulièrement des articles, des photos de skate, des interviews avec des proskateurs et des groupes de musique, des informations au sujet de skateparks et diverses bizarreries.
Thrasher décerne également chaque année le prix du « Skateur de l'Année » (« Skater of the Year » award), donné à celui qui a récolté le plus de votes de la part des lecteurs. Le magazine a récemment lancé une compétition appelée King of the Road. Durant le « KOTR », quatre équipes composées de proskateurs de différents horizons reçoivent un livre d'épreuves et ont deux semaines pour sillonner le pays et atteindre autant d'objectifs que possible. La première édition du KOTR fut tenue en 2003.
De janvier 2006 à février 2012, une version française de Thrasher était distribuée en kiosque en France, en Belgique et en Suisse. 
Thrasher Magazine présente aussi des centaines de pro skateurs célèbres tels que Tony Hawk, Bob Burnquist, Bam Margera ainsi que Pascal Thomas et leurs équipes à travers des publicités et des articles. Le magazine se penche également sur des skateurs moins connus, afin de les faire connaitre du public et des commanditaires.
Thrasher présente des compétitions et des skateparks français. Thrasher a pour devise « Skate and Destroy ».

## Position par rapport au streetwear
Interrogé par Hypebeast en 2019, Jake Phelps, rédacteur en chef, s’est insurgé contre l'utilisation de vêtements griffés Thrasher par des jeunes ou des personnalités sans rapport avec le monde du skateboard. Selon lui, cette appropriation nuirait à la crédibilité du magazine, qui se veut « représentant de la voix et des intérêts de son lectorat » : « on n’envoie pas de produits à Justin Bieber ou Rihanna ou ces putains de clowns. (…) C’est dans la rue que les vraies choses se passent. Du sang ou des croûtes, est-ce qu’on peut faire plus réel que ça ? »,.

## Hall of Fame
Le Hall of Fame du skateboard fut créé pour récompenser les skateurs les plus influents du monde du skateboard : tous les skateurs présents dans le Hall Of Fame ont chacun à leur façon révolutionné ou marqué l'histoire du skateboard. La liste fut critiquée de nombreuses fois[réf. nécessaire], car certains skateurs dits mainstream n'y apparaissent pas, comme Tony Hawk.
- Jay Adams
- Tony Alva
- Danny Bearer
- Larry Bertleman
- Squeak Blank
- Eddie Elguera
- Jessy Alexandre
- John Fries
- Alban Boyer
- Hugo Gomes
- Alan Gelfand
- Torger Johnson
- Henry Hester
- Russ Howell
- John Hutson
- Bruce Logan
- Ty Page
- Stacy Peralta
- Jeff Phillips
- Tom Sims
- Laura Thornhill
- Bruce Walker

## Skateur de l'année
- 1990 - Tony Hawk[3]
- 1991 - Danny Way[4]
- 1992 - John Cardiel[5]
- 1993 - Salman Agah[6]
- 1994 - Mike Caroll[7]
- 1995 - Chris Senn[8]
- 1996 - Eric Koston[9]
- 1997 - Bob Burnquist[10]
- 1998 - Andrew Reynolds[11]
- 1999 - Brian Anderson[12]
- 2000 - Geoff Rowley[13]
- 2001 - Arto Saari[14]
- 2002 - Tony Trujillo[15]
- 2003 - Mark Appleyard[16]
- 2004 - Danny Way[17] (premier skateur à gagner deux fois)
- 2005 - Chris Cole[18]
- 2006 - Daewon Song[19]
- 2007 - Marc Johnson[20]
- 2008 - Silas Baxter-Neal[21]
- 2009 - Chris Cole[22] (deuxième skateur à gagner deux fois)
- 2010 - Leo Romero[23]
- 2011 - Grant Taylor[24]
- 2012 - David González[25]
- 2013 - Ishod Wair[26]
- 2014 - Wes Kremer[27]
- 2015 - Anthony Van Engelen[28]
- 2016 - Kyle Walker[29]
- 2017 - Jamie Foy[30]
- 2018 - Tyshawn Jones[31]
- 2019 - Milton Martinez[32]
- 2020 - Mason Silva[33]
- 2021 - Mark Suciu[34]
- 2022 - Tyshawn Jones
- 2023 - Miles Silvas
- 2024 - Jamie Foy

## Thrasher Skate Rock
Thrasher publia cinq compilations de punk rock, principalement du punk underground. 